# Más que alcanzar una estrella
Más que alcanzar una estrella es una película mexicana de 1992, dirigida por Juan Antonio de la Riva. Está inspirada las telenovelas producidas por Luis de Llano Macedo, Alcanzar una estrella (1990) y su segunda parte Alcanzar una estrella II (1991). Aunque cuenta con varios de los actores que participaron en las telenovelas, la historia es completamente distinta y ellos interpretan personajes nuevos.

## Argumento
Los Muñecos de Papel son los ídolos del momento; grupo compuesto por Enrique, Lisa, Tito y Paulina. Una noche asisten al bar del Colorado, donde canta Lalo, las integrantes de la agrupación quedan impresionadas por el talento del cantante. 
Lisa le apuesta a Enrique, su novio y compañero, que ella puede convertir a Lalo en una gran estrella. Ella contacta a Lalo con su productor para una audición y así convertirlo en un ídolo juvenil, en esta historia también aparece Rosita, la novia de Lalo con quien planea casarse muy pronto pero tras aceptar la propuesta de Lisa, Lalo se va olvidando poco a poco de Rosita, Alejandro el mejor amigo de Lalo está enamorado de Rosita, al igual que Tito, Rosita solo ve a Alejandro como un amigo y a Tito simplemente no le hace caso.
Conforme pasa el tiempo Lalo se olvida de todos sus amigos, de su familia y de su novia los cuales siempre lo apoyaron, Lalo empieza a sentir atracción por Lisa pero ella solo lo utiliza para ganar la apuesta con Enrique, Lalo se convierte en un gran cantante y Lisa gana la apuesta, Enrique está muy celoso de Lalo ya que le quitó el amor de Lisa, y para vengarse Enrique le paga la apuesta a Lisa con una cena romántica pero a su vez cita a Lalo al lugar de la cena supuestamente invitado por Lisa, cuando llega ve a Lisa besándose con Enrique, malherido y arrepentido Lalo se olvida completamente de Lisa y su carrera ya que esas fueron las causas que provocaron que el perdiera todo lo valioso que tenía en su vida como su madre quien falleció de una enfermedad.
Rosita se fue a vivir a otra parte para olvidarse de Lalo, Alejandro y su grupo de amigos mecánicos lo perdonan y están dispuestos a ayudarlo para recuperar el amor de Rosita, Lisa busca a Rosita para que la ayude a convencer a Lalo de volver a cantar, pero ella no acepta después de lo que Lalo le hizo, Lisa le dice a Rosita que Lalo nunca dejó de pensar en ella pero aun así no quedó convencida, poco después Lalo pide perdón a Rosita y ambos vuelven a unir sus vidas, Lalo regreso a cantar en una premiación, esta vez acompañado de todos sus amigos y de su único y verdadero amor Rosita.

## Reparto
- Eduardo Capetillo - Eduardo Martínez/Lalo Montenegro
- Bibi Gaytán - Lisa
- Mariana Garza - Rosita
- Ricky Martin - Enrique
- Alejandro Ibarra - Tito
- Lorena Rojas - Paulina
- Héctor Suárez Gomiz - Alejandro
- Oscar Traven - Roque Escamilla
- Ernesto Yáñez - "El Colorado"
- Yukiko - Malvina
- Dacia González - Doña Inés
- Margarita Isabel - Doña Lucha Martínez
- Angélica Ruvalcaba - Aurora
- Mayra Rojas - Laura
- Laura Beyer
- Evelyn Murillo
- Enrique Herranz
- Lucy Reina
- Javier Zaragoza
- Atala Nazareth
- José Rodríguez López
- Elena Novi
- Javier Lambert
- Mauricio Martínez
- Roy De La Serna
- José García Gómez
- Pancho 'Napo' Sánchez
- Amalia Aviles
- Felix Cordova
- Hector Cordova

## Banda sonora
1. Sha La La La (Transas y Caretas) - Varios (***)
2. Más que Alcanzar una Estrella (**)- Eduardo Capetillo
3. Alarmala De Tos - Botellita de Jerez
4. Monalisa - Cita Hudgens
5. Ardiente - Alejandro Ibarra
6. Apertura - Varios (***)
7. Dime Que Me Quieres - Ricky Martin
8. El Salvavidas - Botellita de Jerez
9. Contra Tu Cuerpo (*) - Mariana Garza
10. Alegría Para El Mundo - Flor Yvon

(*) Tema originalmente grabado para la telenovela Alcanzar una Estrella en 1990. Fue el tercer tema de entrada y en la película fue el tema de Rosita, pero no apareció en ningún disco antes de éste.
(**) Incluido en el disco Dame una Noche, de Eduardo Capetillo y fue el tema de cierre en el último capítulo de Alcanzar una Estrella II.
(***) Muñecos de Papel

## Antecedentes
- La película no es continuación directa de las telenovelas Alcanzar una estrella y Alcanzar una estrella II.
- Los miembros originales de Muñecos de Papel Sasha Sokol, Pedro Fernández, Angélica Rivera, Marisa de Lille y Erik Rubín no participaron en esta película, en esta ocasión agregaron a Alejandro Ibarra y Lorena Rojas en la agrupación (sólo para la película) junto con Bibi Gaytán y Ricky Martin (miembros originales).
- La historia de la película es completamente diferente a la de la telenovela.
- Únicos villanos de Bibi Gaytán y Ricky Martin.